# Linda Lovelace
Linda Susan Boreman znana kot Linda Lovelace, ameriška porno zvezda, * 10. januar 1949, New York, † 22. april 2002, Denver, Kolorado.
Zaslovela je z vlogo v porno filmu Globoko grlo (Deep Throat) iz leta 1972. Kasneje je postala anti-porno aktivistka . Film Globoko grlo je populariziral oralni seks. Včasih so kar Lindo samo imenovali Globoko grlo.

## Filmi
- Inside Deep Throat (2005)
- Linda Lovelace: The E! True Hollywood Story (2000)
- Sexual Ecstasy of the Macumba (1975)
- Deep Throat Part II (1974)
- Linda Lovelace for President (1975)
- The 46th Annual Academy Awards (1974)
- The Confessions of Linda Lovelace (1974)
- Exotic French Fantasies (1974)
- Deep Throat (1972)
- Dog Fucker (1969)